# Ray Horton

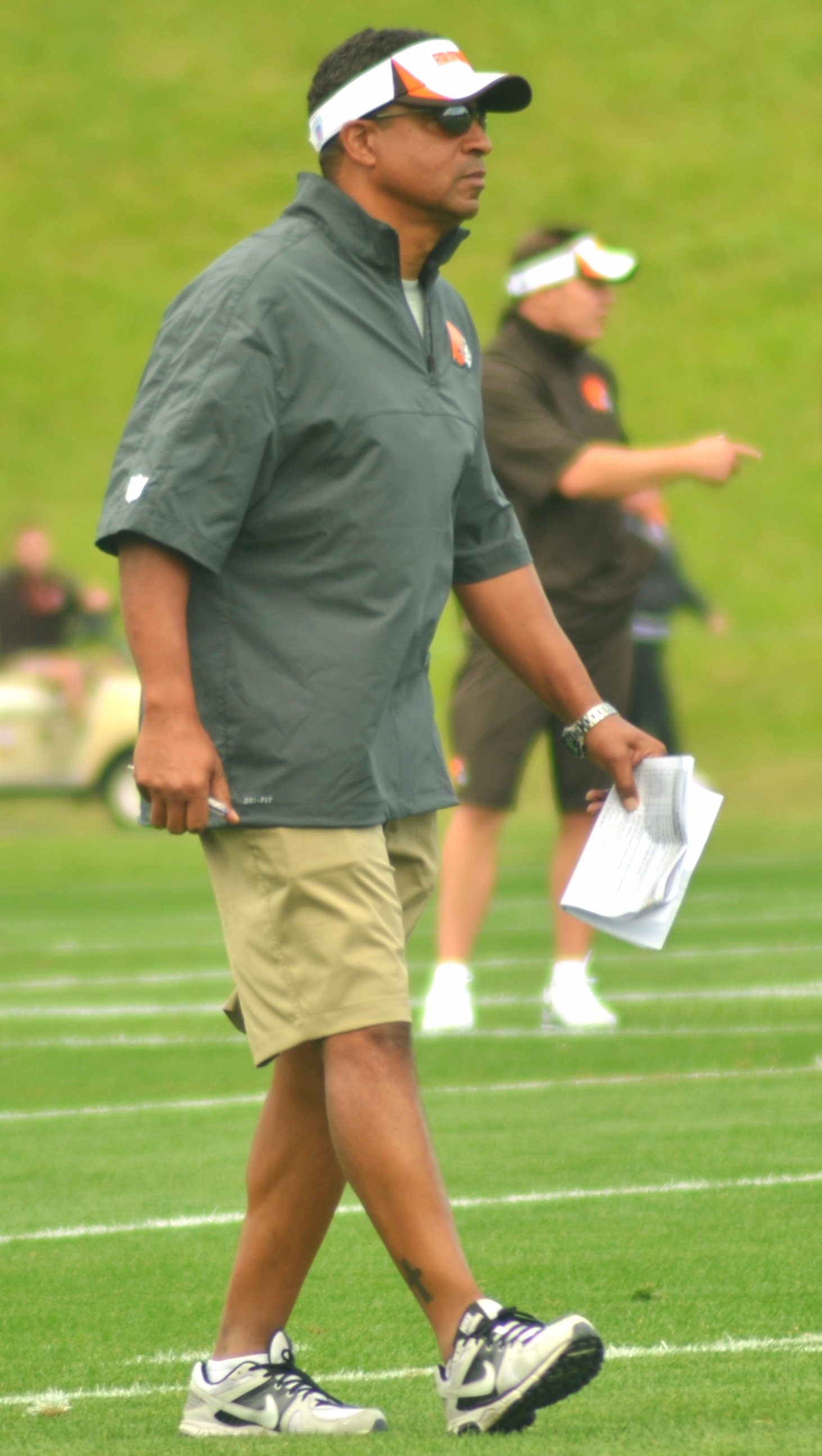
Imagem de Ray Horton.

Raymond Anthony Horton, mais conhecido como Ray Horton (Tacoma, 12 de abril de 1960), é um ex-jogador profissional de futebol americano estadunidense que foi campeão da temporada de 1992 da National Football League jogando pelo Dallas Cowboys.